# Cratere Wyld
Wyld è un grande cratere lunare di 103,4 km situato nella parte sud-occidentale della faccia nascosta della Luna.